# Beech Creek
Beech Creek è un comune (borough) degli Stati Uniti d'America nella Contea di Clinton, Pennsylvania.

## Geografia fisica
Secondo l'United States Census Bureau, il comune ha un'area totale di 1,4 km².

## Società

### Evoluzione demografica
Nel censimento del 2000, c'erano 717 abitanti, 301 famiglie, e 201 famiglie che risiedono nella città. La densità di popolazione era di 1,295.9 persone per miglio quadrato (503.3/km²). Ci sono stati 315 unità abitative ad una densità media di 569,3 per miglio quadrato (221.1/km²).
Il 99,02% della popolazione era bianca, 0,14% afroamericani, 0,14% nativi americani, 0,42% asiatici, e 0,28% altre etnie.
Ci sono state 301 famiglie da cui 23,6% hanno avuti bambini sotto l'età di 18 che vivono con loro, il 54,2% erano coppie sposate che vivono insieme, il 7,6% aveva un capofamiglia femminile senza la presenza del marito e il 33,2% sono non-famiglie.
L'età media era di 41 anni. Per ogni 100 femmine ci sono 92,2 maschi. Per ogni 100 femmine di età 18 e oltre, c'erano 90,6 maschi.
Il reddito medio per una famiglia nella città era $ 31.250 ed il reddito medio per una famiglia era $ 39.167. I maschi hanno avuto un reddito medio di $ 25.441 contro $ 17.426 per le femmine. Il reddito pro capite per la città era $ 15.567. Circa 3,4% delle famiglie e il 5,2% della popolazione erano sotto la linea di povertà, tra cui 8,8% di quelli sotto i 18 anni e il 3,7% di quelli di 65 anni o oltre.